# The Faith (Strana Officina)
The Faith è una compilation di brani della band italiana Heavy metal Strana Officina.
I brani, appartenenti a diversi album precedentemente pubblicati, sono stati registrati nuovamente, dall'attuale formazione, con una produzione migliore appositamente per questo disco. Questa raccolta celebra inoltre la riunione del gruppo, avvenuta nel 2006.
Le tracce n. 1,4,5,7,8,9,10,11 provengono dall'album Rock'N'Roll Prisoners, mentre le tracce n. 2,3,6,12 provengono dell'Ep The Ritual. Autostrada dei sogni fa parte del loro Ep omonimo, mentre invece Profumo di puttana e Officina sono le uniche inedite su disco.

## Tracce
1. King troll – 4:11
2. Metal brigade – 3:57
3. The ritual – 4:35
4. Rock'n'roll prisoners – 4:45
5. Falling star – 4:25
6. Gamblin man – 3:30
7. Black moon – 7:44
8. War games – 3:46
9. Don't cry – 4:04
10. The kiss of death – 4:44
11. Burning wings – 7:38
12. Unknown soldier – 5:17
13. Profumo di puttana – 4:10
14. Autostrada dei sogni – 7:38
15. Officina – 5:26

## Formazione
- Daniele "Bud" Ancillotti – voce
- Dario "Kappa" Cappanera – chitarra
- Enzo Mascolo – basso
- Rolando "Rola" Cappanera – batteria